# 17.º distrito congresional de California
El 17.º distrito congresional es un distrito congresional que elige a un Representante para la Cámara de Representantes de los Estados Unidos por el estado de California. Según la Oficina del Censo, en 2011 el distrito tenía una población de 656 810 habitantes. Su territorio ocupa el fondo sur de la Bahía de San Francisco, en donde se encuentra el enclave tecnológico de Silicon Valley. Abarca municipicos como los de Cupertino, Santa Clara, Sunnyvale. Actualmente el distrito está representado por el Demócrata Ro Khanna.

## Demografía
Según la Oficina del Censo de los Estados Unidos, en 2011 había 656 810 personas residiendo en el 17.º distrito congresional. De los 656 810 habitantes, el distrito estaba compuesto por 511 345 (77.9%) blancos; de esos, 490 916 (74.7%) eran blancos no latinos o hispanos. Además 15 689 (2.4%) eran afroamericanos o negros, 5 410 (0.8%) eran nativos de Alaska o amerindios, 35 340 (5.4%) eran asiáticos, 2 254 (0.3%) eran nativos de Hawái o isleños del Pacífico, 82 377 (12.5%) eran de otras razas y 24 824 (3.8%) pertenecían a dos o más razas. Del total de la población 325 863 (49.6%) eran hispanos o latinos de cualquier raza; 301 605 (45.9%) eran de ascendencia mexicana, 2 523 (0.4%) puertorriqueña y 739 (0.1%) cubana. Además del inglés, 2 476 (39.9%) personas mayor a cinco años de edad hablaban español perfectamente.
El número total de hogares en el distrito era de 209 732 y el 69% eran familias en la cual el 35 tenían menores de 18 años de edad viviendo con ellos. De todas las familias viviendo en el distrito, solamente el 50.3% eran matrimonios. Del total de hogares en el distrito, el 7.4 eran parejas que no estaban casadas, mientras que el 0.7% eran parejas del mismo sexo. El promedio de personas por hogar era de 3. 
En 2011 los ingresos medios por hogar en el distrito congresional eran de US$55 112, y los ingresos medios por familia eran de US$82 479. Los hogares que no formaban una familia tenían unos ingresos de US$64 256. El salario promedio de tiempo completo para los hombres era de US$41 865 frente a los US$40 626 para las mujeres. La renta per cápita para el distrito era de US$24 094. Alrededor del 12% de la población estaban por debajo del umbral de pobreza.